# Gareth Unwin
Gareth Unwin (* 20. Februar 1972 in Düsseldorf) ist ein britischer Filmproduzent. Für den Film The King’s Speech gewann er 2011 einen Oscar.

## Leben
Nach dem Abschluss eines Studiums am Londoner Ravensbourne College wirkte Unwin ab Mitte der 1990er Jahre als Regieassistent bei zahlreichen TV-Serien und Spielfilmen mit. 2008 produzierte er die Fernsehserie The Gym und im Jahr darauf sechs Folgen der Serie Michael Smith's Drivetime. Sein Debüt als Produzent war 2009 der Spielfilm Exam – Tödliche Prüfung von Regisseur Stuart Hazeldine, welcher 2010 eine Nominierung bei den British Academy Film Awards erhielt.
2010 produzierte Unwin gemeinsam mit Iain Canning und Emile Sherman den Film The King’s Speech von Regisseur Tom Hooper. Für diesen gewann er bei der Oscarverleihung 2011 den Oscar in der Kategorie Bester Film. Auch bei den BAFTA-Awards, den British Independent Film Awards und den PGA Awards wurde der Film ausgezeichnet. Dazu kam eine Nominierung als bester Film beim Europäischen Filmpreis.
2011 produzierte er mit Scarecrow, Fat Hamster, Chopin to Infinity, Pl.ink!, Little Postman, Magic Piano, Night Island und Lexdysia eine Reihe von Kurzfilmen sowie den Zeichentrickfilm The Flying Machine.

## Filmografie (Auswahl)
- 2009: Exam – Tödliche Prüfung (Exam)
- 2010: The King’s Speech
- 2011: The Flying Machine